# Bosnia y Herzegovina en los Juegos Olímpicos de Pekín 2008
Bosnia y Herzegovina estuvo representada en los Juegos Olímpicos de Pekín 2008 por un total de 5 deportistas, 4 hombres y una mujer, que compitieron en 4 deportes.
El portador de la bandera en la ceremonia de apertura fue el yudoca Amel Mekić. El equipo olímpico bosnio no obtuvo ninguna medalla en estos Juegos.